# پل علم
پُلِ عَلَم (انگلیسی: Puli Alam) مرکز ولایت لوگر در کشور افغانستان است.